# یوسوکه ناکاگاوا
یوسوکه ناکاگاوا (انگلیسی: Yosuke Nakagawa؛ زادهٔ ۲۸ آوریل ۱۹۹۸) بازیکن فوتبال اهل ژاپن است.